# Ochagavía/Otsagabia
Ochagavía / Otsagabia (spanisch Ochagavía, baskisch Otsagabia, auch Otsagi) ist ein Ort und eine Gemeinde im baskischsprachigen Teil der Autonomen Gemeinschaft Navarra mit 488 Einwohnern (Stand: 2024).

## Lage
Ochagavía / Otsagabia liegt etwa 55 Kilometer ostnordöstlich von Pamplona an der Grenze zwischen Frankreich und Spanien in einer Höhe von ca. 815 m. Die Gemeinde gehört zum Salazar-Tal.

## Sehenswürdigkeiten

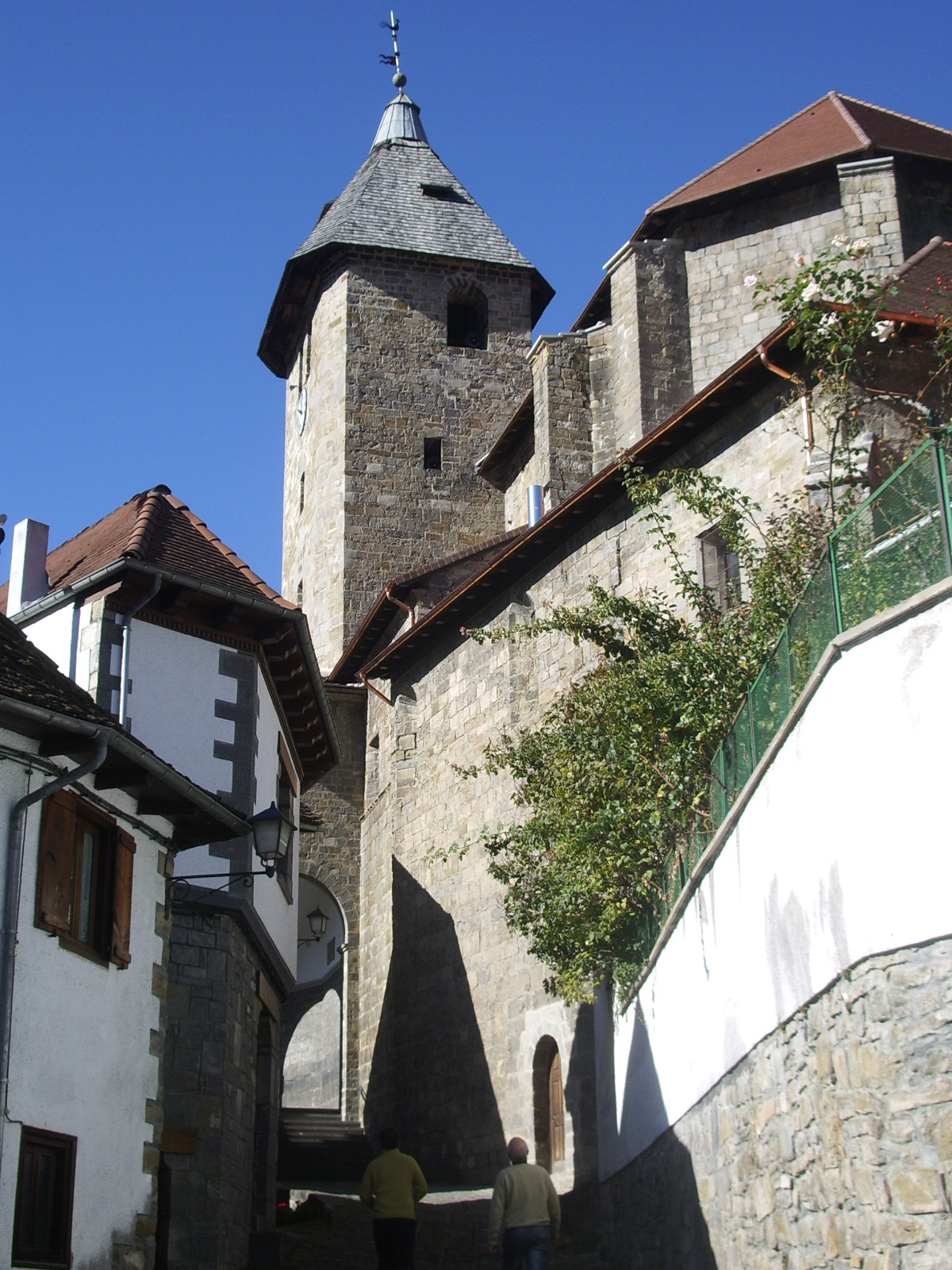
Johanniskirche
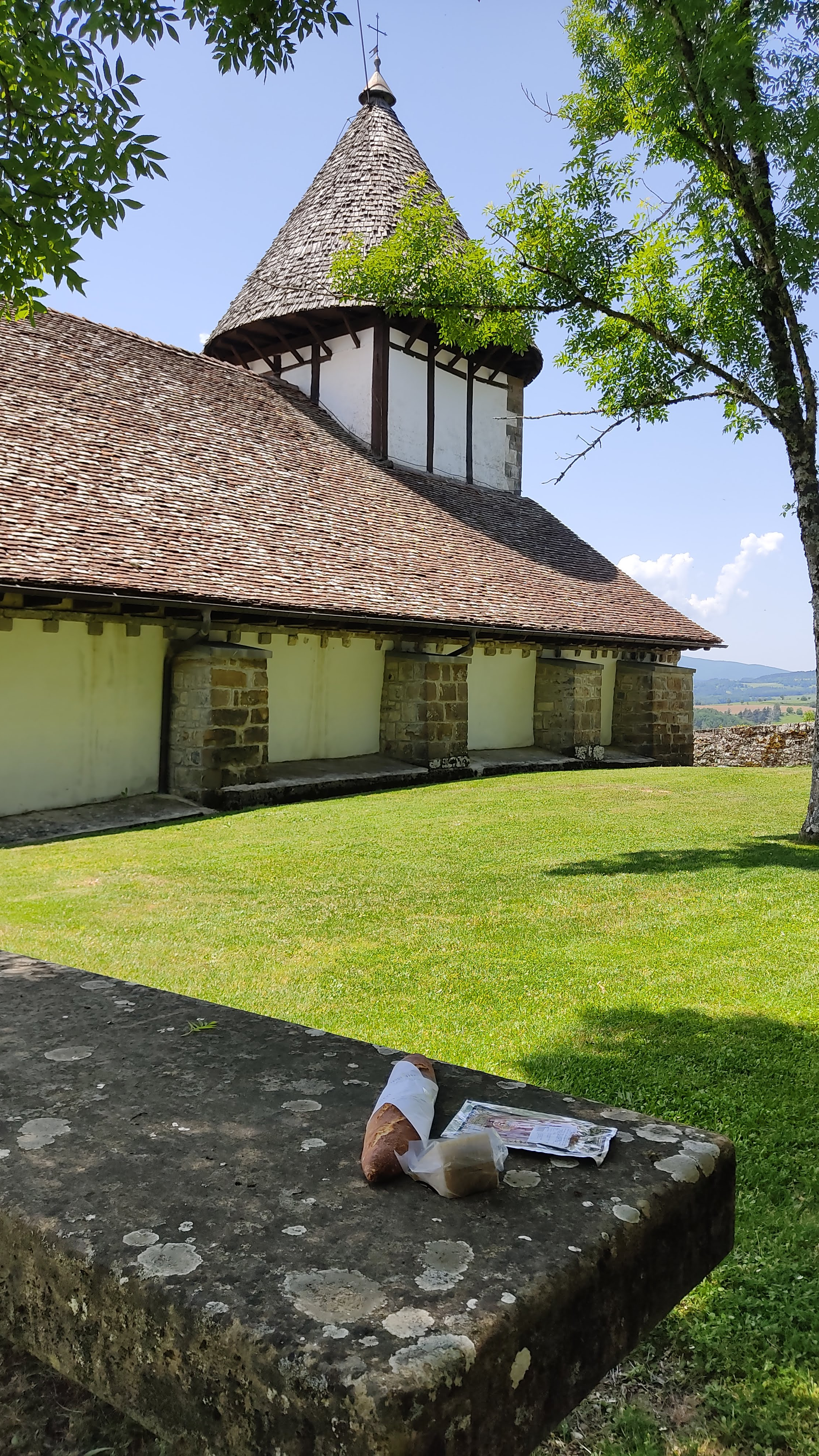
Marienkapelle

- Johanniskirche
- Marienkapelle

## Persönlichkeiten
- Pablo Gúrpide Beope (1898–1968), Bischof von Sigüenza (1951–1955) und Bilbao (1955–1968)
- Miguel de Andrés (* 1957), Fußballspieler